# 지방산 에스터

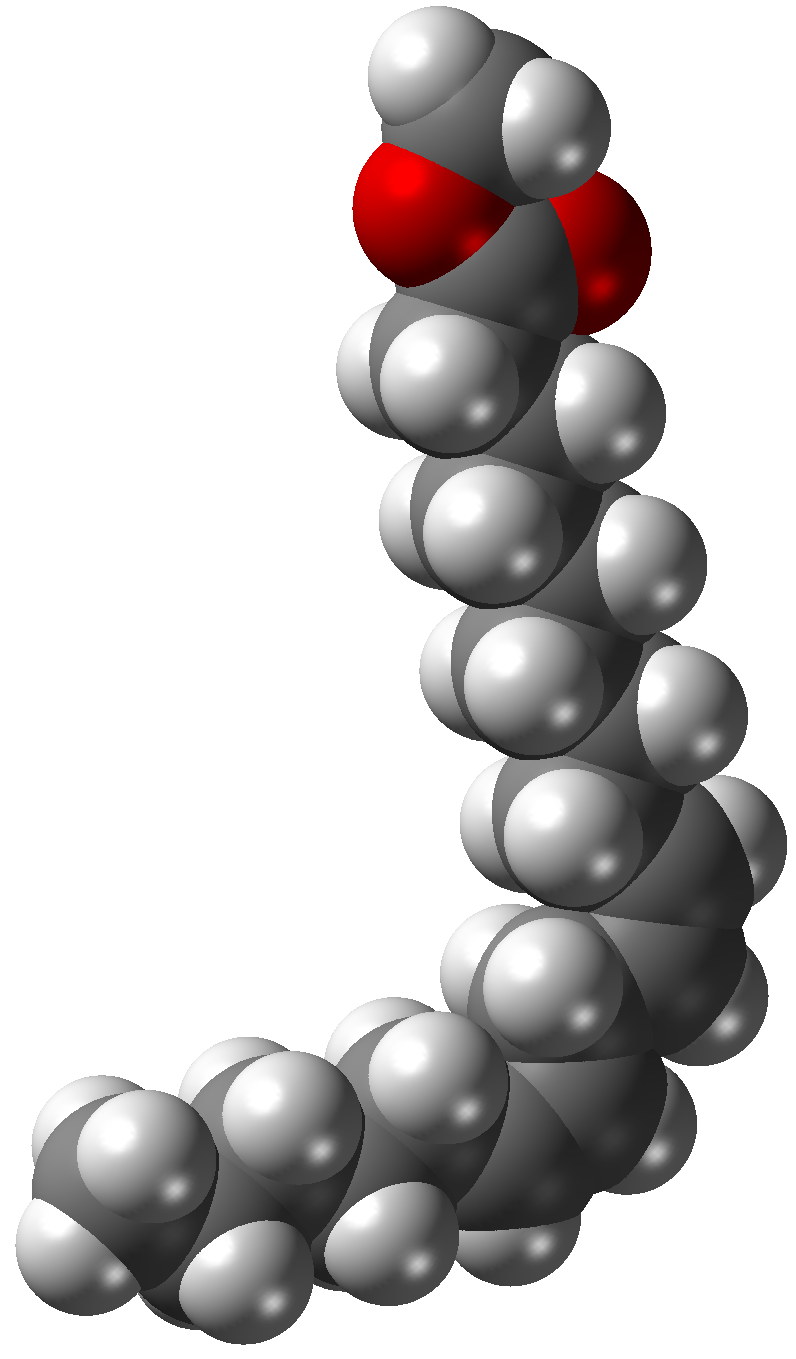
대두 또는 카놀라유와 메탄올로부터 생산되는 일반적인 메틸 에스터인 메틸 리놀레산 도는 리놀레산 메틸 에스터의 공간채움 모형

지방산 에스터(영어: fatty acid ester, FAEs)는 지방산과 알코올이 결합되어 생성되는 에스터의 일종이다. 알코올 성분이 글리세롤인 경우, 생성되는 지방산 에스터는 모노글리세라이드, 다이글리세라이드, 트라이글리세라이드가 될 수 있다. 식이 지방은 화학적으로 트라이글리세라이드이다.
지방산 에스터는 무색이지만 분해된 샘플은 때때로 노란색이나 갈색으로 보이기도 한다. 트라이글리세라이드는 분말, 플레이크, 거친 분말 또는 과립 또는 왁스 덩어리, 오일 또는 액체이다. 이들은 거의 냄새가 나지 않는다.
바이오디젤은 일반적으로 식물성 지방과 오일의 에스터교환 반응을 통해 만들어진 지방산 에스터이다. 이 과정에서 글리세롤 성분이 다른 알코올로 대체된다. 가장 흔히 사용되는 알코올은 메탄올이며, 지방산 메틸 에스터(FAME)를 생성한다. 에탄올을 사용하면 지방산 에틸 에스터(FAEE)가 생성된다. 바이오디젤 생산에 사용되는 다른 알코올로는 뷰탄올과 아이소프로판올이 있다.
지방산 에틸 에스터는 에탄올(알코올성 음료)의 소비에 대한 바이오마커이다.

## 같이 보기
- 지방산 아마이드
- 오메가-3 산 에틸 에스터